# Museos de Strada Nuova

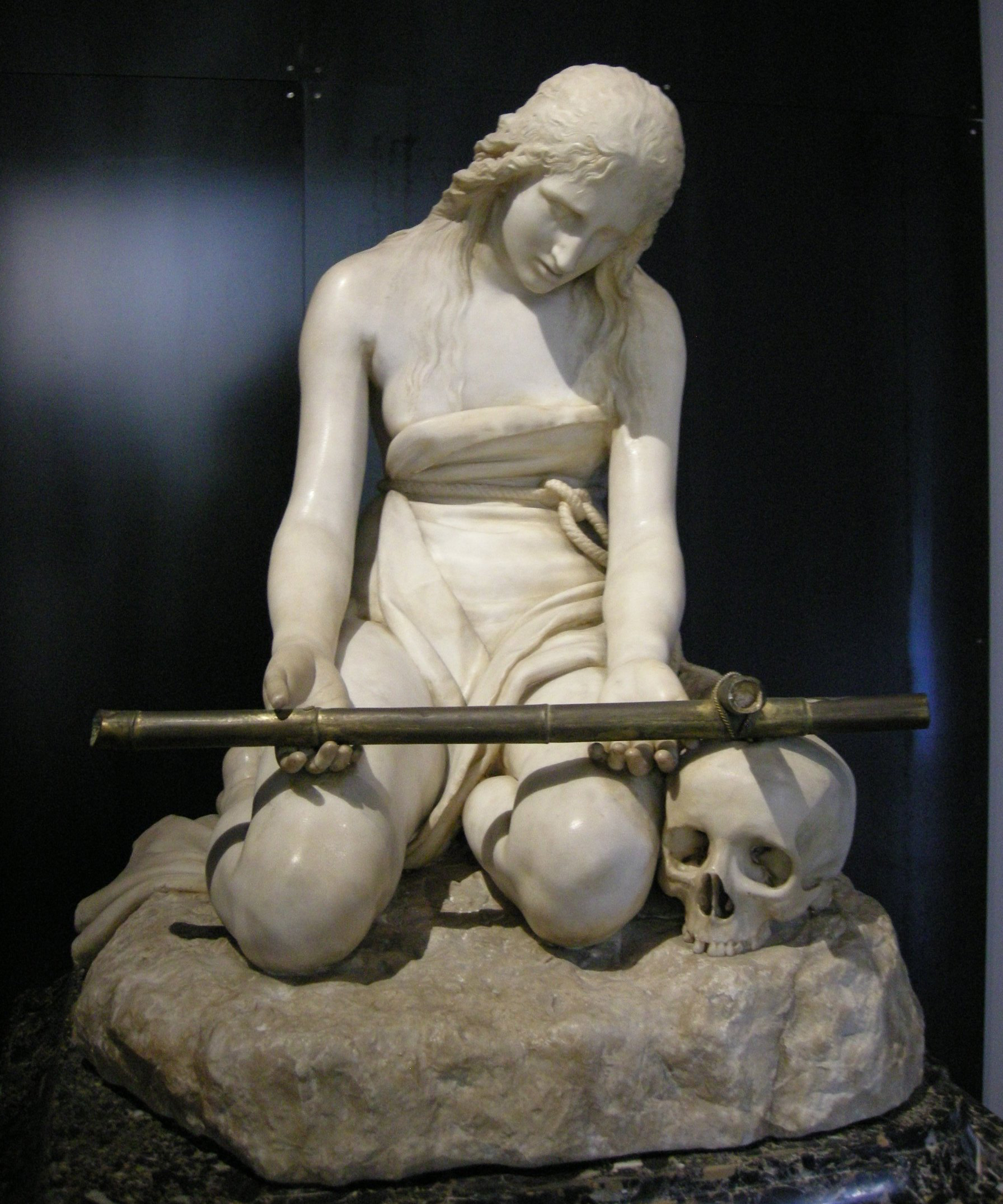
Magdalena Penitente de Antonio Canova

Los Museos de Strada Nuova (Musei di Strada Nuova) son un grupo de museos de Italia situado en el centro histórico de la ciudad de Génova, en la Via Garibaldi. El conjunto se encuentra distribuido en tres secciones que corresponden a otros tantos antiguos palacios ubicados en dicha calle: Palazzo Rosso, Palazzo Bianco y Palazzo Tursi.
- El Palazzo Rosso contiene una colección de pintura en la que están representados Van Dyck, Guido Reni, Paolo Veronese, Guercino, Gregorio de Ferrari, Albrecht Dürer, Bernardo Strozzi y Mattia Preti.

- El Palazzo Bianco es una importante pinacoteca con obras de Caravaggio, Veronese, Hans Memling, Gerard David, Jan Provost, Rubens, Zurbarán (Santa Eufemia y Santa Úrsula de la serie de Santas de Zurbarán), Murillo, Luca Cambiaso, Bernardo Strozzi, Piola y Magnasco.[3]

- El Palazzo Tursi, contiene entre otras obras la Magdalena penitente de Antonio Canova, una colección de cerámica, otra numismática y una sala dedicada a Paganini, donde se conserva Il Cannone, su violín preferido, construido por Giuseppe Guarneri en Cremona en 1742. Este instrumento fue donado por Paganini en su testamento a la ciudad de Génova.

## Galería de imágenes

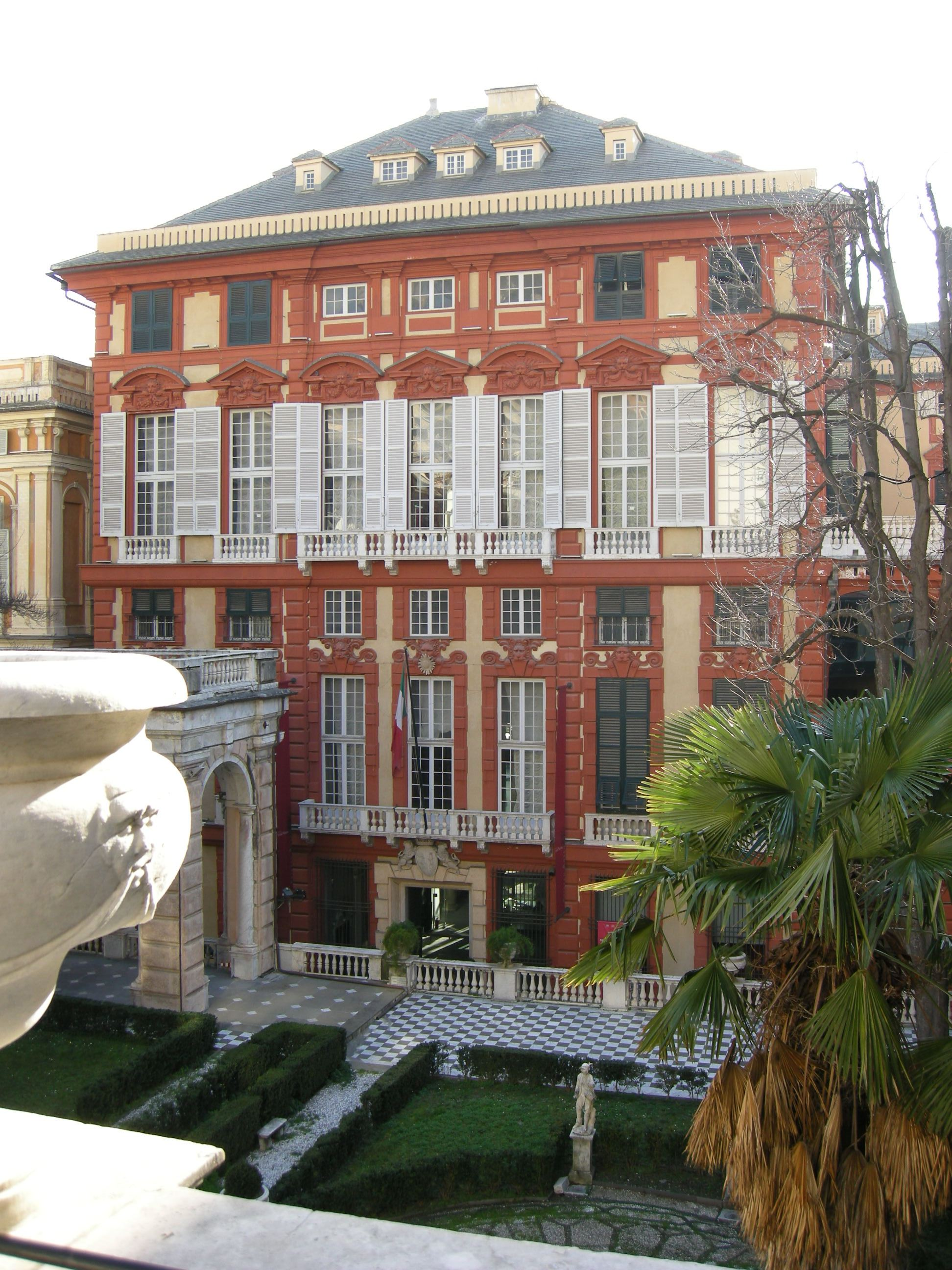
Palazzo Rosso.
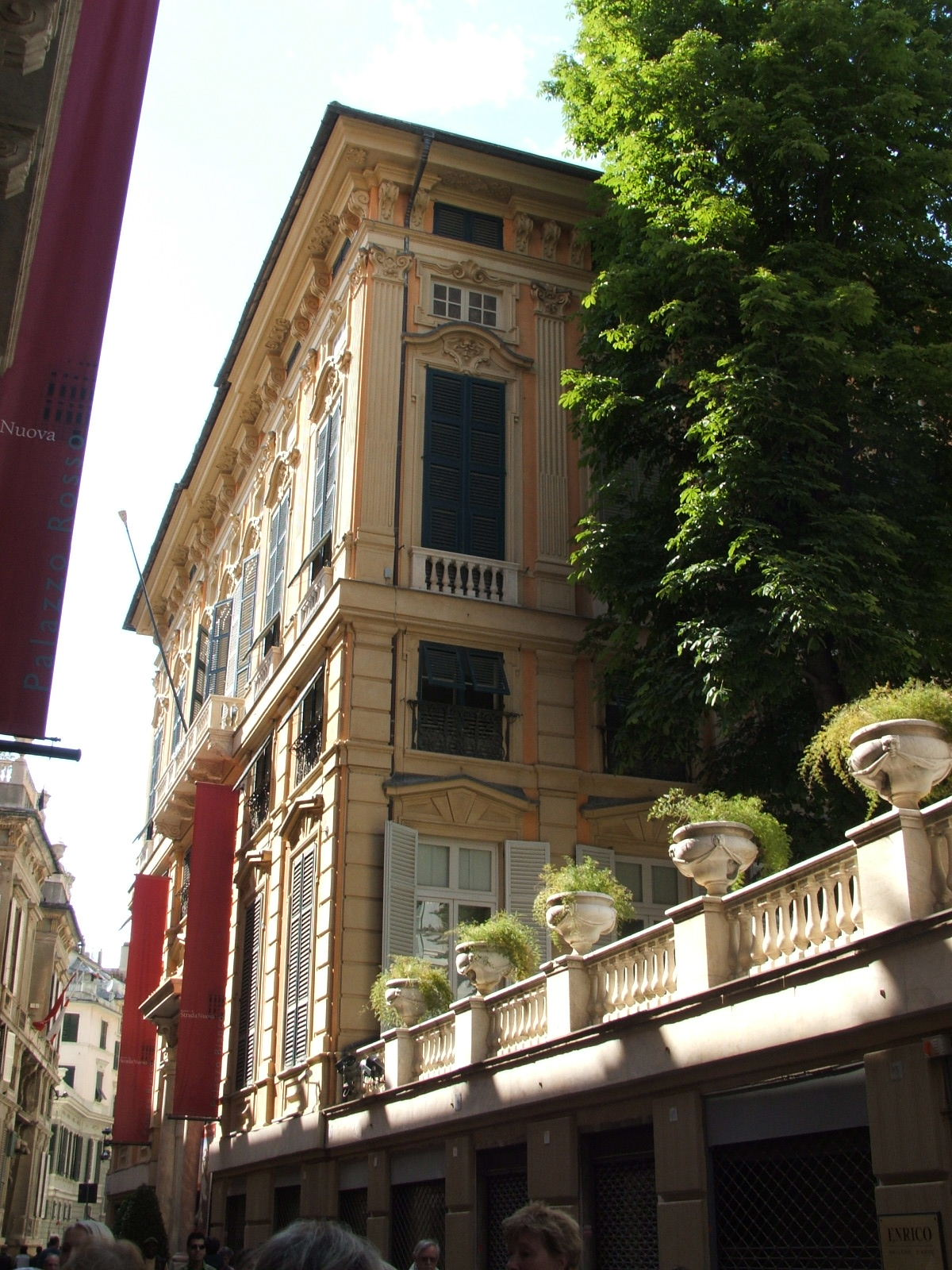
Palazzo Bianco.
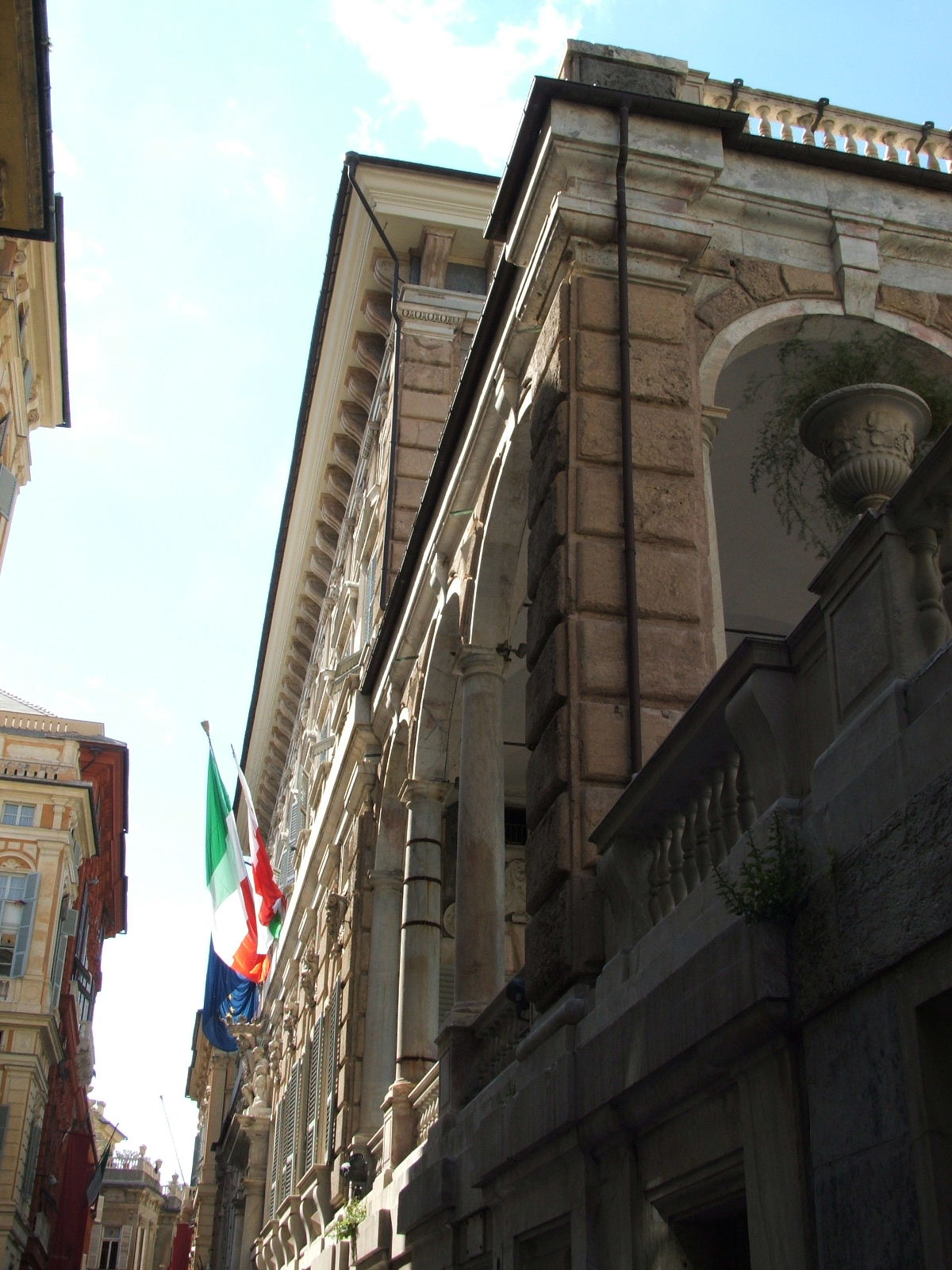
Palazzo Tursi.